# Final Fantasy IX
Final Fantasy IX (ファイナルファンタジーIX, Fainaru Fantajī Nain) é um jogo eletrônico de RPG desenvolvido e publicado pela SquareSoft. Ele foi lançado originalmente como um exclusivo de PlayStation, sendo o nono título principal da franquia Final Fantasy. A história se centra em uma guerra entre duas nações. Os jogadores seguem um jovem ladrão chamado Zidane Tribal, que se junta a um grupo com o objetivo de derrotar a rainha Brahne, uma das principais responsáveis pela guerra. Entretanto, eles descobrem que Brahne está trabalhando com uma pessoa ainda mais perigosa chamada Kuja.
Final Fantasy IX foi desenvolvido junto com Final Fantasy VIII, porém assumiu uma abordagem diferente ao retornar para um estilo mais tradicional semelhante aos primeiros jogos da série. Consequentemente, IX foi muito influenciado pelo primeiro Final Fantasy e possui referências aos outros jogos da série. Ele foi aclamado pela crítica ao ser lançado e se tornou um grande sucesso comercial, vendendo mais de 5,3 milhões de unidades mundialmente.

## Desenvolvimento

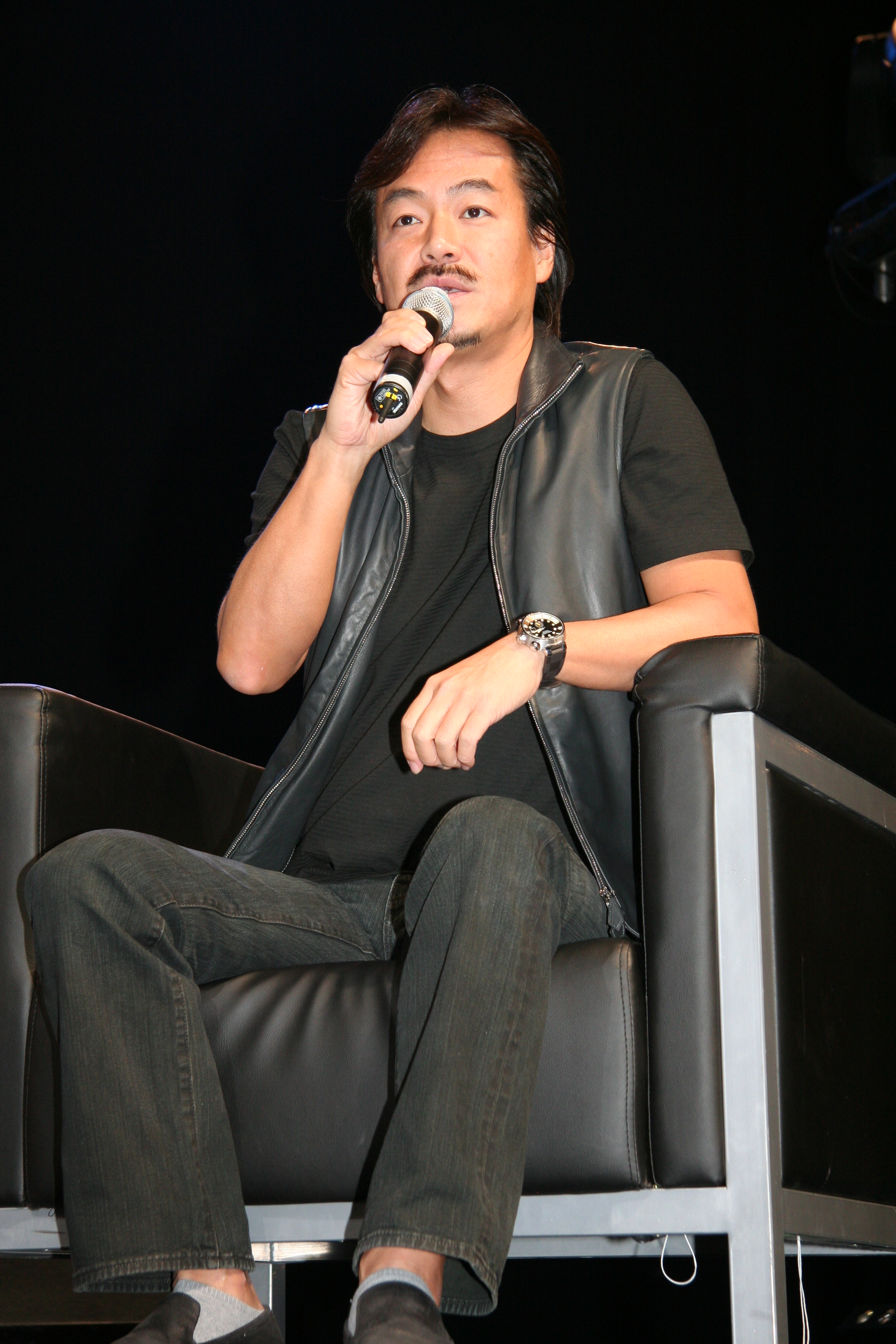
Hironobu Sakaguchi produziu e supervisionou o projeto.

Durante sua concepção, o nono capítulo da série não estava incluído dentro da cronologia oficial. Como a série expandiu muito a sua comunidade de jogadores na era Playstation, com jogos ambientados em eras mais tecnológicas e personagens mais humanos, os desenvolvedores estavam preocupados com as possíveis reações negativas em relação ao estilo mais nostálgico do jogo. Segundo o sítio IGN, o que moveu a produção foi o desejo pessoal do criador e então produtor da série, Hironobu Sakaguchi, de conceber um jogo "old school" em homenagem aos fãs de longa data.
Final Fantasy IX correu o risco de não ser finalizado por algumas dificuldades enfrentadas pela Squaresoft na época. A companhia estava comprometida, sobretudo financeiramente, com o desenvolvimento de "engines" para títulos do então futuro Playstation 2 e do filme Final Fantasy: The Spirits Within. A produção começou junto a Final Fantasy VIII, entretanto só adquiriu fôlego após o lançamento desse. O produto final chegou às lojas quase um ano depois.

## História
A primeira cena mostra um pequeno barco em meio a uma forte tempestade. Os ocupantes possuem dificuldade em se agarrar à embarcação em consequência das fortes ondas e ventos. Quando os rostos dos ocupantes — uma garotinha e uma mulher — são revelados, a princesa Garnet Til Alexandros XVII acorda de um sonho. Ela se prepara para a festa de seu aniversário de 16 anos, a ocorrer no castelo do reino de Alexandria. Enquanto isso, a gigantesca airship Prima Vista se aproxima da capital do reino, transportando o grupo de atores Tantalus, que encenarão a peça de teatro "I Want to be Your Canary" para a Família Real e um seleto grupo de nobres.
Entretanto, os Tantalus são ladrões disfarçados e têm o intuito de sequestrar a princesa. A ordem partiu do Regente Cid, tio da jovem e chefe de Estado da nação vizinha de Lindblum. O governante estranha as recentes movimentações do exército alexandrino, que indicam a proximidade de uma guerra, por isso, ele acredita no depoimento da sobrinha para descobrir alguma pista do que está ocorrendo. O que os Tantalus e a Guarda Real nem desconfiam é que a própria princesa está tentando fugir do castelo. Ela espera a desatenção de todos, durante a execução da peça, para entrar clandestinamente em Prima Vista e informar o seu tio a respeito dos acontecimentos mais recentes.

## Gráficos
O jogo continuou seguindo o estilo de seus predecessores, com fundos pré-renderizados (tecnologia 2D) para as cidades e calabouços e gráficos tridimensionais para os personagens, o mundo de exploração e o cenário das batalhas.
O trabalho de ilustração e o conceito dos personagens ficou a cargo de Yoshitaka Amano e Hideo Minaba ficou responsável pela direção de arte.
Os cenários pré-renderizados utilizam o recurso de Full Motion Video (FMV), pequenos filmes que passam em looping na tela e proporcionam maior riqueza de detalhes e qualidade dos elementos móveis.

## Som

### Trilha sonora
A trilha sonora foi composta por Nobuo Uematsu, seu último trabalho exclusivo na franquia. Apesar do ambiente predominantemente medieval, o compositor utilizou instrumentos modernos em algumas composições e resgatou, em algumas faixas, alguns acordes dos jogos mais antigos. Uematsu chegou a visitar castelos alemães para buscar inspiração para a composição das músicas medievais. Ao final de todo o trabalho, ele estimou ter produzido 160 peças, das quais cerca de 140 foram utilizadas no produto final.
O "single" do jogo, Melodies of Life, foi composto por Uematsu e performado pela cantora japonesa Emiko Shiratori.
A trilha sonora original foi lançada separadamente em 4 CD-ROMs. Além dela, foram lançados mais dois álbuns: "Final Fantasy IX: Uematsu's Best Selection" e "Final Fantasy IX: Original Soundtrack PLUS". Essa última contou com músicas ausentes na trilha original e uma nova versão de "Melodies of Life".

## Jogabilidade
Nas cidades e calabouços, o jogador tem liberdade para conversar com NPCs (Non-Player Characters) e explorar o local a procura de itens e dinheiro escondidos; quando são encontrados, aparece uma balão com o ícone (!) sobre a cabeça da personagem. Há, também, diversos minigames, como o jogo de cartas "Tetra Master", o "Chocobo Quest" e o Mognet.e como é tradição um inimigo mais poderoso que o chefe final no caso deste ó inimigo Osma com 60000 de HP e que é bastante difícil de derrotar pois sempre mandar vários status negativos obrigando os personagens estarem em altos níveis de habilidades.

Uma batalha contra Gizamaluke em Final Fantasy IX.

Como os eventos da história ocorrem por todo o planeta Gaia, a locomoção para outras regiões acontece em um mapa de escala muito pequena, permitindo a viagem entre cidades a centenas de quilômetros de distância através de poucos passos. Nessa réplica, os gráficos são tridimensionais e o jogador possui controle da câmera. A fim de dar um sentido maior para esse mapa, os produtores colocaram muitas side-quests e inimigos opcionais.
As batalhas são aleatórios e no tradicional sistema de turnos. É possível controlar até quatro personagens no campo de batalha. Cada um possui habilidades especificas, como Eiko e Garnet poderem invocar eidolons, Zidane roubar itens e dinheiro, e Vivi usar magia negra. O jogo possui o Trance, estado no qual o personagem ganha habilidades específicas e fica mais forte por um certo tempo; isso ocorre quando uma barra do menu de batalhas é preenchida (o que ocorre a partir dos danos sofridos).
Existe uma grande quantidade de equipamentos e acessórios, voltando ao estilo de Final Fantasy VI, onde era possível equipar até cinco itens por personagem. A maioria fornece uma habilidade, mas é necessário conseguir uma determinada quantidade de AP (Ability Points) para aprendê-la definitivamente e, assim, equipar outros itens. Os inimigos possuem muitas habilidades e magias únicas.

## Recepção
Apesar das boas vendas mundiais, Final Fantasy IX não obteve o sucesso dos dois episódios anteriores, tanto no Japão quanto nos Estados Unidos. Até 31 de março de 2003, o título havia vendido em torno de 5,3 milhões de cópias. Especialistas culpam três fatores como os responsáveis pelo desempenho inferior: a decadência da geração então vigente face à chegada dos consoles 128 bits; o efeito de Dragon Quest VII: Warriors of Eden, jogo da série de RPG mais popular do Japão e que fora lançado há alguns meses; e a própria campanha de marketing da Square, inferior a dos antecessores.
O jogo foi eleito como o 24º melhor de todos os tempos pelos leitores da revista japonesa Famitsu e conseguiu uma pontuação média de 94% no sítio Metacritic, a mais alta pontuação que um jogo da série já Final Fantasy recebeu.

## Críticas
Os comentários para o jogo em geral foram positivos em todo o mundo, com destaque para os gráficos, a direção de arte, a escrita da história (respeitando elementos de norma culta), o trabalho de tradução e o carisma das personagens.
O sítio GameSpot notou que a curva de aprendizado é muito pequena e o sistema de batalhas é um dos mais simples da série. Entretanto, isso não significa um defeito, pois muitos problemas bobos do gênero foram suprimidos; e elaborar uma boa estratégia é importante para alcançar os objetivos. Cada personagem possui habilidades únicas, dificultando o desenvolvimento de um super poderoso. O editor classifica as batalhas como muito táticas e com maior interação entre personagens e inimigos.
No entanto, o portal IGN não gostou da repetição e do ritmo longo das batalhas. Já o sítio RPGFan achou o sistema de Trance ineficaz: como a barra de acúmulo cresce muito lentamente e de forma imprevisível, as personagens, muitas vezes, atingem o ponto máximo pouco antes de o inimigo morrer. Pior quando isso ocorre em uma batalha extremamente simples, e o jogador não pode contar com o recurso na luta contra algum chefe.
Sobre as personagens, o IGN alegou que a profundidade de os seus traços poderiam ser encontrados em outros jogos da série, no entanto eles apresentavam uma aparência envolvente e simpática. Também, observou que o sistema Active Time Event (o qual possibilita acompanhar eventos que estão ocorrendo com outras personagens ao mesmo tempo, mas em regiões diferentes) contribui para a compreensão da história e das transformações ocorridas na personalidade dos protagonistas. A aparência super deformed dos modelos contém animações detalhadas e dá um toque de humor à aventura. Outros elogios foram para os fundos pré-renderizados, os quais, além de muito definidos e detalhados, possuíam uma concepção artística soberba; o trabalho de animação (desde os inimigos às cenas em CG); e a interatividade entre as personagens.
Contudo, os críticos reconheceram que a história é um amontoado de clichês dos antigos RPGs, com poucos toques de originalidade. Elementos repetidos, tais como um reino do mal e enigmáticos vilões são consideradas pelo RPGFan como uma tentativa de imitar os elementos dos antigos Final Fantasy's. O vilão principal, embora seja considerado pelo GameSpot como o menos ameaçador da série, é considerado pelo IGN uma mistura do comportamento e aparência dos vilões antigos. Além disso, o portal escreveu que ele é muito diferente dos que apareceram nos últimos três jogos da franquia, porém vê isso como positivo e original, pois ele possui bons motivos para suas atitudes e não age como um vilão tradicional. Por fim, o avaliador completa que ele possui um dos melhores visuais de Final Fantasy em virtude de sua atuação nas animações em CG.
No quesito "Som", as críticas não foram muito boas, com destaque para as músicas, as quais não conseguiram conquistar os ouvidos de muita gente. No entanto, muitos avaliadores não perceberam que o estilo adotado pelo compositor Nobuo Uematsu era proposital, por tratar-se de uma homenagem ao passado de Final Fantasy. Mesmo assim, algumas faixas foram consideradas "chatas" por muitos editores. Provavelmente, as críticas negativas foram uma consequência da pressa para analisar a trilha após o lançamento do jogo, pois, hoje, há muitos elogios à mesma.
O guia de estratégia também ganhou comentários indesejáveis por instigar compradores a fazer um cadastro em um sítio para obter informações, em vez de fornecê-las dentro do guia original. O livro guia estava acessível no site PlayOnline.